# Mari Hamada (actrice)
Pour l’article homonyme, voir Mari Hamada.
Mari Hamada (濱田マリ, Hamada Mari), née le 27 décembre 1968, à Hyogo, au Japon, est une actrice et chanteuse japonaise. Elle débute au début des années 1990 en tant que chanteuse du groupe nippon Modern Choki Chokies. Après sa séparation, elle sort deux albums et quelques singles en solo, avant de se consacrer à une carrière d'actrice à partir de 1997, et tourne dans de nombreux films et drama. Elle chante à nouveau au sein de l'unit (groupe provisoire) japonais Unknown Soup & Spice le temps d'un album en 2003.

## Discographie

### Albums
- Futsu no hito (フツーの人) (1995)
- Amu Onna (編む女) (1997) (avec un titre en collaboration avec Autechre)

### Singles
- フツーで行こう (1995)
- ひとひと (1995)
- 人の息子 (1995)
- It's My Love/氣愛/Sens (1997)
- パジャマトリッパー (1999)

### Albums de groupes
Modern Choki Chokies
- Rolling dodoitsu (ローリング・ドドイツ) (1992)
- Bongengan Bangara Bingen no Densetsu (ボンゲンガンバンガラビンゲンの伝説) (1993)
- ?? Moda-Choki ?? (別冊モダチョキ臨時増刊号) (1994)
- Kumachan (くまちゃん) (1994)
- Readymade no Modern Choki Chokies (レディメイドのモダンチョキチョキズ) (best of) (1997)

Unknown Soup & Spice
- Chant (2003)

## Filmographie

### Films
- Dawn of a Filmmaker (2013)
- The Apology King (2013)
- Chat Noir Lucy (2012)
- Liar Game : Reborn (2012)
- Star Watching Dog (2011)
- Jin Warutsu (2011)
- Liar Game: The Final Stage (2010)
- Unfair: The Movie (2007)
- Battery (2007)
- Sakai-ke no Shiawase (2006)
- Hanada Shonen-shi (2006)
- Kiraware Matsuko no Issho (2006)
- Chi to Hone (Blood and Bones) (2004)
- The Cat Returns (2002)

### Dramas
- Camouflage Chapter 4: Tomin Suzuko (WOWOW, 2008)
- SAITOU san (NTV, 2008)
- Kikujiro to Saki 3 (TV Asahi, 2007)
- Ushi ni Negai wo: Love & Farm (Fuji TV, 2007)
- Kodoku no Kake (TBS, 2007)
- Erai Tokoro ni Totsuide Shimatta! (TV Asahi, 2007)
- Kirakira Kenshui (TBS, 2007)
- Yakusha Damashii (Fuji TV, 2006)
- Unfair SP (Fuji TV, 2006)
- Dance Drill (Fuji TV, 2006)
- Unfair (Fuji TV, 2006)
- Tsubasa No Oreta Tenshitachi (Fuji TV, 2005, ep4)
- Kiken na Aneki (Fuji TV, 2005)
- Kikujiro to Saki 2 (TV Asahi, 2005)
- Shin Yonigeya Honpo (NTV, 2003, ep1)
- Wonderful Life (Fuji TV, 2004)
- Sore wa, Totsuzen, Arashi no you ni... (TBS, 2004)
- Ranpo R Kyuketsuki (NTV, 2004)
- Kikujiro to Saki (TV Asahi, 2003)
- Shin Yonigeya Honpo (NTV, 2003, ep1)
- Diamond Girl (Fuji TV, 2003)
- Yoiko no Mikata (NTV, 2003)
- Oatsui no ga Osuki? (NTV, 1998)
- Love Again (TBS, 1998)
- Koi no Bakansu (NTV, 1997)